# Libnotes henrici
Libnotes henrici är en tvåvingeart som först beskrevs av Alexander 1932.  Libnotes henrici ingår i släktet Libnotes och familjen småharkrankar. Inga underarter finns listade i Catalogue of Life.